# Gwinea Równikowa na Mistrzostwach Świata w Lekkoatletyce 2017
Gwinea Równikowa na Mistrzostwach Świata w Lekkoatletyce 2017 – reprezentacja Gwinei Równikowej podczas mistrzostw świata w Londynie liczyła 1 zawodnika, który nie zdobył medalu.

## Skład reprezentacji
Mężczyźni
| Zawodnik        | Konkurencja         | Eliminacje | Eliminacje | Półfinał | Półfinał | Finał    | Finał   |
| Zawodnik        | Konkurencja         | Rezultat   | Pozycja    | Rezultat | Pozycja  | Rezultat | Pozycja |
| --------------- | ------------------- | ---------- | ---------- | -------- | -------- | -------- | ------- |
| Benjamín Enzema | bieg na 1500 metrów | 3:48,39    | 38.        | NQ       | NQ       | NQ       | NQ      |